# Droga ekspresowa A-4 (Hiszpania)
Droga ekspresowa A-4 (hiszp. Autovía A-4), także Autovía del Sur, Droga ekspresowa Południowa – droga szybkiego ruchu  w Hiszpanii przebiegająca przez teren wspólnot autonomicznych Madryt, Kastylia-La Mancha i Andaluzja.
Jest jedną z sześciu głównych tras drogowych Hiszpanii, częścią trasy europejskiej E5; oraz główny kanał komunikacyjny między centrum a południem Półwyspu Iberyjskiego. Została zbudowana w głównej mierze po śladzie drogi N-IV, która łączy między innymi Madryt, Kordobę, Sewillę i Kadyks. 
Między Sewillą a Kadyksem nie ma drogi ekspresowej, ale pomiędzy dwoma miastami znajduje się autostrada . Pomiędzy obydwoma miastami nadal znajduje się historyczna droga N-IV od Dos Hermanas do lotniska Jerez.